# Geert Grote
Geert Grote eller Gerardus Magnus (født oktober 1340, død 20. august 1384) var en hollandsk lægmandsforkynder, stifter af Brødrene af Fælleslivet. I ældre publikationer staves hans navn også som 'Geert Groote' (med dobbelt 'oo'), men det er et 1800-tallets stavemåde for et middelalderligt navn.

## Liv og gerning
Geert Grote studerede medicin, teologi og kirkeret ved Sorbonne i Paris fra 1355. Fra 1368 til 1374 var han kannik ved Aachen-katedralen, og fra 1371 til 1374 var han kannik ved Utrecht-katedralen.
Oprindeligt levede han som en begavet og ambitiøs lærd. Men under indflydelse af Hendrik Eger af Kalkar og Jan van Ruusbroec og efter en alvorlig sygdom i 1372 besluttede han sig for et mere asketisk liv. Fra 1374 - 1378 boede han hos munkene i Arnhem. Geert Grote blev ordineret til diakon i Utrecht i 1379 og blev der efter prædikant i mange nordhollandske byer, hvor han talte mod præster der levede med kvinder (synode fra 1383) og klostre med egen rigdom. Geert Grote samlet en gruppe tilhængere omkring sig. Dette udviklede sig til et fællesskab baseret på menigheden i Windesheim. Imidlertid ville biskoppen af Utrecht ikke bifalde den strenge teologiske doktrin og udstedte et forbud mod diakoner. Gennem personlige kontakter lykkedes det for Geert Grote, der blandt andet skrev en bog om ægteskab, stadig at "vinde sjæle". Han døde i en alder af 44 år efter et besøg hos en ven, der var inficeret af pest.

## Teologisk arv
Særlig Van Grotes prædikener og bønner er overleverede til eftertiden. En række af hans bønner fik en sådan resonans, at de blev inkluderet i næsten alle senere tidebøger. I sin Contra turrim Traiectensem protesterede han mod opførelsen af kuppeltårnet i Utrecht, som ifølge ham blot var udtryk for forfængelighed og kun ville tiltrække beundrende besøgende. Denne tekst blev først genopdaget i 1960'erne. Der er kun få manuskripter kendt, så det kan antages, at han var ganske alene med denne kritik.
Det antages, at den vigtigste repræsentant for den moderne hengivenhed Thomas a Kempis (ca. 1380 - Swell, den 25. juli 1472) har langt "kodificeret" de store skrifter i hans skrifter / bog "Kristi succession".

## Æresbevisninger
Geert Grote ligger begravet i krypten under Lamme van Dieseplein i Deventer. Der eksisterer en stiftelse kaldet Geert Groote Huis, der ønsker at etablere et mindesmærke over dette sted. Stiftelsen præsenterede sig for offentligheden den 23. oktober 2008.
Tre organisationer i Dimter med navnet Geert Groote besluttede i 2009 at etablere en Geert Groote-dag for at ære prædikanten årligt. Den første Geert Groote-dag blev afholdt den 3. september 2009.